# NCSA HTTPd
NCSA HTTPdは、NCSA（米国立スーパーコンピュータ応用研究所）の Robert McCool らによって開発されたWebサーバである。このWebサーバはティム・バーナーズ＝リーのCERN httpdに次いで、世界で二番目に開発された。しばしば、World Wide Webのクライアント・サーバにおいてMosaicWebブラウザに対応するサーバとみなされていた。また、Common Gateway Interface（CGI）を初めて導入したWebサーバでもあり、動的なWebサイトを生成することを可能にした。
開発は徐々に遅くなり、そのコードベースは独立プロジェクトであるApacheプロジェクトに引き継がれ、開発が継続された。一方NCSAはバージョン1.5を最後に開発をやめた。一時期、NCSA HTTPdはインターネット上のWebサーバの95%以上で使われていたが、そのほとんどがApacheに移行した。
NCSAのコードはApacheが全面的に書き換えられた過程で削除された。2014年1月時点で、Apacheを採用しているWebサーバは全体の36%である。